# خوسيه مولينا (لاعب كرة قاعدة)
خوسيه مولينا (بالإنجليزية: José Molina)‏ هو لاعب كرة قاعدة أمريكي، ولد في 3 يونيو 1975 في بايامون في الولايات المتحدة.

## وصلات خارجية
- خوسيه مولينا على موقع دوري كرة القاعدة الرئيسي (الإنجليزية)
- خوسيه مولينا على موقعبيزبول رفرنس.كوم (الدوري الرئيسي) (الإنجليزية)
- خوسيه مولينا على موقع إي إس بي إن.كوم (أم.أل.بي) (الإنجليزية)
- خوسيه مولينا على موقع مشجعي الرسوم البيانية (الإنجليزية)